# Brighton International 1986
Il Brighton International 1986 è stato un torneo femminile di tennis giocato sul sintetico indoor. È stata la 9ª edizione del Brighton International, che fa parte del Virginia Slims World Championship Series 1986.
Si è giocato a Brighton in Gran Bretagna, dal 20 al 26 ottobre 1986.

## Campionesse

### Singolare
Steffi Graf ha battuto in finale  Catarina Lindqvist con il punteggio di 6–3, 6–3

### Doppio
Steffi Graf /  Helena Suková hanno battuto in finale  Tine Scheuer-Larsen /  Catherine Tanvier con il punteggio di 6–4, 6–4